# Cephalomelittia
Cephalomelittia là một chi bướm đêm thuộc họ Sesiidae.

## Các loài
- Cephalomelittia tabaniformis  Gorbunov & Arita, 1995